# Фахуд – Сухар
Фахуд — Сухар — трубопровід для транспортування зріджених вуглеводневих газів (ЗВГ), споруджений в Омані в межах масштабного нафтохімічного проекту.
У другій половині 2010-х узялись за реалізацію нафтохімічного проєкту в індустріальній зоні Сухар, піролізна установка якого мала, зокрема, споживати суміш ЗВГ (фракцію С2+). Останню вилучає газопереробний завод Фахуд, від якого до Сухару проклали спеціалізований трубопровід для зріджених вуглеводневих газів. Він має довжину 301 км та виконаний у діаметрі 350 мм.
Генеральним підрядником будівництва стала індійська компанія Punj Lloyd, а введення трубопроводу в експлуатацію припало на кінець 2021 року.